# 아르기니노석신산
아르기니노석신산(Argininosuccinic acid)은 우레아 사이클(Urea cycle)에서 중요한 중간체인 비 단백질 생성 아미노산이다. 기본 아미노산이다.

## 요소회로
아르기니노석신산은 우레아사이클에서 요소(urea) , 아르기닌(Arginine) 그리고 푸마르산(fumarate)의 전구물질이다. 

## 아르기니노석신산뇨
아르기니노석신산뇨(argininosuccin酸尿)는 요(尿), 혈액, 수액에 아르기니노석신산이 증가하는 유전병이다. 지능 장애, 탈모, 손발톱이 약해지는 등의 증상을 수반한다.

## 같이 보기
- 오르니틴